# Charles Jacobus
Charles Jacobus (Seneca County (New York), 17 mei 1878 - Waukesha, 24 november 1922) was een Amerikaans roquespeler. 
Jacobus organiseerde tijdens de wereldtentoonstelling van 1904 een roque toernooi, dit toernooi wordt erkend als een olympisch onderdeel. Als organisator won Jacobus ook het toernooi.